# Oustaz Cheikh Tidiane Gaye
Pour les articles homonymes, voir Gaye (homonymie).
Ne doit pas être confondu avec Cheikh Tidiane Gaye.
Oustaz Cheikh Tidiane Gaye (né à Sakal, région de Louga, le 10 mars 1951 et décédé à Louga le 7 janvier 2011) était un professeur et islamologue sénégalais qui incarnait une grappe de fonctions socioculturelles[pas clair]. À ce titre, il est un écrivain arabophone, auteur de dix-neuf livres – traitant différents thèmes afférents à l'islam, à l'enseignement arabe, au soufisme et à la tijaniyya –, un conférencier avec plus de huit cents animations à travers le monde. Commençant sa carrière par le statut de professeur d'arabe, il finira par être inspecteur de l'enseignement arabe à l'Inspection départementale de l'Éducation nationale (Iden) de Louga.

## Hommages

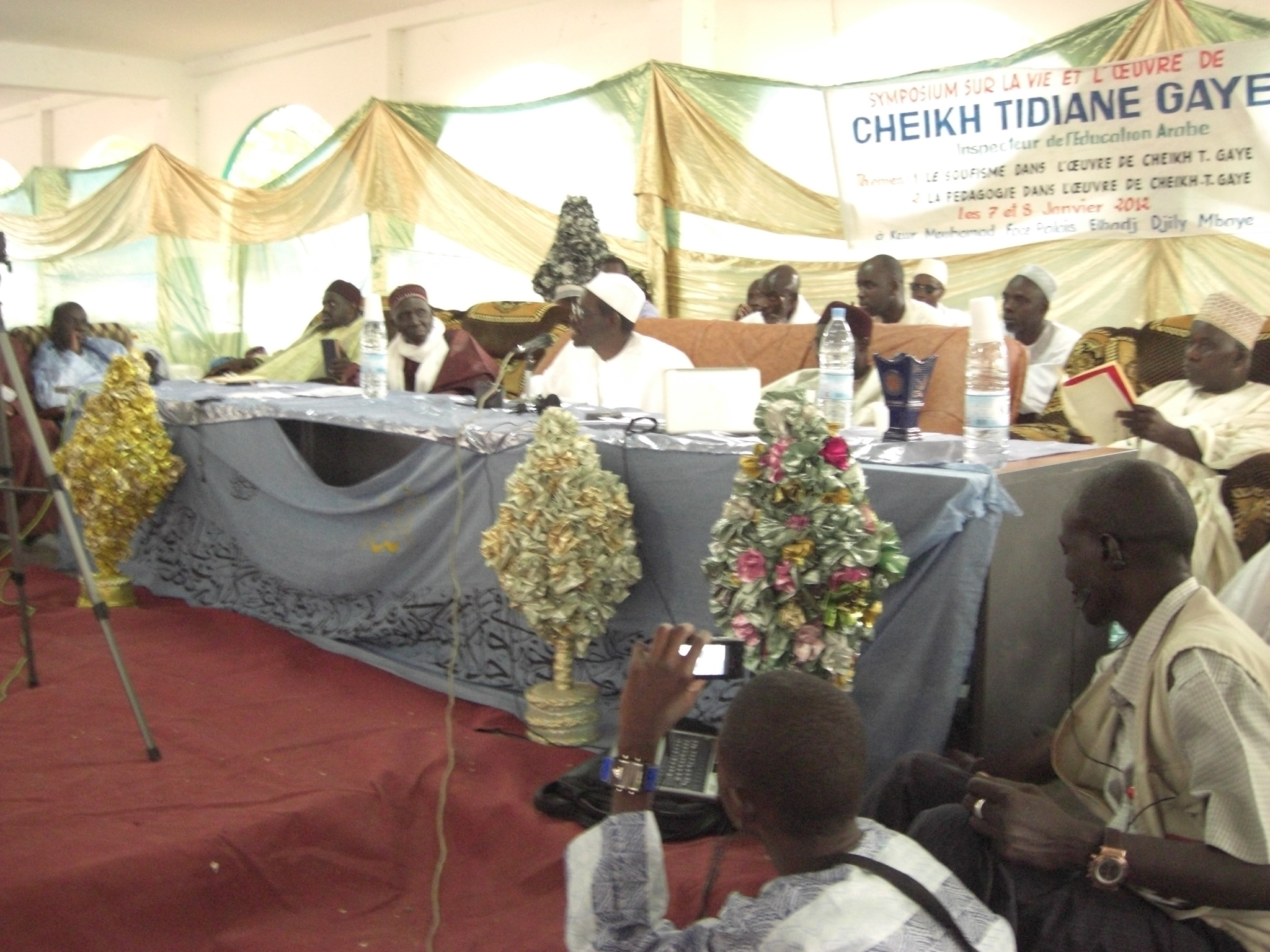
Lors du symposium de Louga sur Cheikh Tidiane Gaye

Afin de vulgariser l'œuvre de Cheikh Tidiane Gaye, un hommage lui a été rendu à travers un symposium organisé par le monde de l'enseignement à Louga les 7 et 8 janvier 2012. D'éminentes personnalités religieuses et islamologues du pays et de l'étranger ont évoqué sa vie et la richesse thématique de son œuvre (pédagogie, psychologie, soufisme, poésie, biographie, etc.)

## Récompenses
En 2008, feu Cheikh Tidiane Gaye a été décoré par le Président Abdoulaye Wade avec le grade de Chevalier de l'ordre national du Mérite du Sénégal.